# Casaprota
Casaprota är en ort och kommun i provinsen Rieti i regionen Lazio i Italien. Kommunen hade 734 invånare (2018).